# Каппа Андромеды
Каппа Андромеды (лат. κ Andromedae), 19 Андромеды (лат. 19 Andromedae), HD 222439 — тройная звезда величины 4,1m в созвездии Андромеды на расстоянии 168 св. лет (52 пк) от Земли. Это субгигант спектрального класса B9IVn. Радиус звезды в 2,3 раза больше солнечного, скорость её вращения также выше, предполагаемая скорость вращения составляет 176 км/с. Внешняя оболочка звезды излучает энергию в пространство с эффективной температурой 11 361 K, придавая цвету звезды сине-белый оттенок.

## Планетная система
В ноябре 2012 года на расстоянии 55 ± 2 а. e. от звезды непосредственно наблюдалась молодая горячая планета класса газовых гигантов примерно в 13 раз больше Юпитера по массе и немного больше по размеру. Наблюдения на разных длинах волн указывают, что температура планеты составляет около 1700 К.
| Название (по порядку от звезды) | Масса        | Радиус | Большая полуось, а. e. | Период обращения, дни | Эксцентриситет |
| ------------------------------- | ------------ | ------ | ---------------------- | --------------------- | -------------- |
| b                               | 12,8+2 −1 MJ | —      | 55 ± 2                 | —                     | —              |